# 風味堂 ロックでください
風味堂ロックでください（ふうみどうロックでください）はJFN系列で、2009年4月から始まった風味堂による音楽番組。
2009年からの活動休止中も毎週放送されたが、2012年3月に第157回の放送を最後として番組を終了した。

## 概要
- 2009年4月から開始された風味堂がDJをつとめるJFN系列のラジオ番組。（2012年3月で放送終了）
- 30分番組であるが番組内で生演奏を行い、オリジナル以外のカバー曲の生演奏も数多く演奏した。
- 番組にゲストを招く場合もあり、ミュージシャンだけでなく様々なジャンルのゲストが出演した。
- 第100回記念として立ち上がった「Make a Song Project」では、リスナーから自分の宝物についての歌詞を募集し楽曲「宝物」としてCD化された。

## 過去に出演したゲスト
| 放送回  | ゲスト                 | 放送タイトル                                                          |
| ------- | ---------------------- | --------------------------------------------------------------------- |
| 第002回 | 吉井和哉               | 初めてのお客様♪ (2009.4.8-14OA)                                       |
| 第004回 | 細野ひで晃             | 映画監督の細野ひで晃さん登場！                                        |
| 第009回 | 小曽根真               | 小曽根真さんいらっしゃ～い♪ （5.27-6.2O.A）                           |
| 第010回 | 池田貴史               | 続いて…池ちゃん、いらっしゃ～い♪（6月3日-6月9日O.A）                  |
| 第011回 | 池田貴史               | 池ちゃんゲスト＆BEGINからメッセージも♪（6.10-6.16O.A）                |
| 第018回 | KOO                    | トランペットと華麗なる共演～♪（7.29-8.4O.A）                          |
| 第019回 | 斎藤誠                 | 今週は斎藤誠さんをお迎えします♪ （8.5-8.11O.A）                       |
| 第026回 | 綾戸智恵               | 綾戸智恵さんをお迎えしてカチンコチン♪（9.23-9.29O.A）                 |
| 第028回 | マダム・ミハエル       | マダム・ミハエルさんをお迎え♪（10.7-10.13O.A）                        |
| 第035回 | 根本要                 | 根本要先生をお迎え♪（11.25-12.1O.A）                                  |
| 第038回 | 長澤宜久               | フレンチのシェフをお迎え～♪（12-16-12.22O.A）                         |
| 第042回 | マーティ・フリードマン | 憧れのマーティさんをお迎えです♪（1.13-1.19O.A）                       |
| 第052回 | 松千                   | ウェルカム～松千♪（3.24-3.30O.A）                                     |
| 第053回 | 藤原道山               | 道山さんと初対面で大胆セッション！（3.31-4.6O.A）                     |
| 第055回 | KAN                    | ゲストにKANさんをお迎え～♪（4.14-4.20O.A）                            |
| 第069回 | 小沼ようすけ           | 小沼ようすけさんをお迎えします♪（7.21-27O.A）                         |
| 第077回 | 福島康之               | 大先輩、バンバンの福島さんをお迎え♪（9.15-9.21O.A）                   |
| 第080回 | 広沢タダシ             | ゲスト、広沢タダシさん登場です♪（10.6-10.12O.A）                      |
| 第081回 | 小松亮太               | バンドネオン奏者の小松亮太さんご登場～♪（10.13-1019O.A）              |
| 第097回 | MICRO                  | MICROくんをお迎え～♪（2.2-2.8O.A）                                    |
| 第101回 | タニザワトモフミ       | タニザワ風味ってどんな味？（3.2-3.8O.A）                              |
| 第103回 | 山内悠                 | 写真家、山内悠さんをお迎え♪（3.16-3.22O.A）                           |
| 第106回 | 下地勇                 | 下地勇兄貴を迎えて♪（4.6-4.12O.A）                                    |
| 第107回 | 森恵                   | 森恵さんをお迎えして☆（4.13-4.19O.A）                                 |
| 第140回 | 多和田えみ             | ☆☆多和田えみさんをお迎え～☆☆（11.30-12.6O.A）                         |
| 第149回 | モーリス・レイナ       | ベネズエラ大使館、文化担当官のモーリス・レイナさんご登場♪(2.1-2.8O.A) |